# Ienne Biemans
Ienne Biemans (Heythuysen, 15 augustus 1944) is een Nederlandse auteur van kindergedichten. Er verschenen inmiddels twaalf titels van haar hand. Ik was de zee werd in 1990 bekroond met een Zilveren Griffel en voor Lang zul je leven kreeg ze in 1989 de Nienke van Hichtum-prijs.

## Publicaties
- 1985 - Mĳn naam is Ka : ik denk dat ik besta (Querido) (met illustraties van Mance Post)
- 1988 - Lang zul je leven : bakerrĳmpjes (Querido) (met illustraties van Mance Post)
- 1989 - Ik was de zee : bakerrĳmpjes (Querido) (met illustraties van Margriet Heymans)
- 1992 - Het Akke-Takke-kistje (Zwijsen) (met illustraties van Margriet Heymans)
- 1993 - Jetje (Querido) (met illustraties van Margriet Heymans)
- 1993 - Koning, Nar en Hartenvrouw (Utrechts Toneelschrijversproject) (met Harrie Geelen, Imme Dros, Veronica Hazelhoff, Lydia Rood, Koos Meinderts)
- 2001 - Met mĳn rechteroog dicht, mĳn linkeroog open (Leopold) (met illustraties van Margriet Heymans)
- 2003 - Engeltje, bengeltje (Zwijsen) (met illustraties van Alice Hoogstad)
- 2003 - Onder de maan (Leopold) (met illustraties van Margriet Heymans)
- 2006 - Paperasje (Nieuw Amsterdam) (met illustraties van Jan Jutte)
- 2008 - Paperasje ging op reis (Nieuw Amsterdam) (met illustraties van Jan Jutte)
- 2010 - Rosa en de wonderschoenen (Nieuw Amsterdam) (met illustraties van Ceseli Josephus Jitta)
- 2012 - Waar was Hans ? (Gottmer) (met illustraties van Ceseli Josephus Jitta)

## Vertalingen
- 1987 - De man in jasmijn : indrukken uit een geestesziekte (Meulenhoff) (Der Mann im Jasmin, roman van Unica Zürn[1] )
- 1991 - De bevroren prins (Querido) (Der gefrorene Prinz van Christine Nöstlinger[2] )
- 1992 - De twaalf dagen van Kerstmis (De Vier Windstreken) (The twelve days of christmas van Dorothée Duntze)

## Verwijzingen
1. ↑  Unica Zürn
2. ↑  Christine Nöstlinger